# Atesta brittoni
Atesta brittoni là một loài bọ cánh cứng trong họ Cerambycidae.